# NGC 1286
NGC 1286 è una galassia lenticolare situata nella costellazione dell'Eridano, a una distanza di circa 200 milioni di anni luce dalla nostra Via Lattea.

## Scoperta
La galassia è stata scoperta il 10 novembre 1885 dall'astronomo statunitense Lewis Swift.